# Me deshice de tu amor
"Me Deshice de tu Amor" é uma canção interpretada pela atriz e cantora mexicana Lucero, lançado em 3 de Maio de 2019. É o primeiro single de seu terceiro álbum de banda sinaloense, Sólo Me Faltabas Tú.

## Informações
"Me Dehiste de tu Amor" foi escrito por José Luis Hernández Chagoya e Alfonso de la Cruz García e é uma das faixas inéditas que é incluída em seu terceiro álbum de banda sinaloense, gênero que Lucero resolveu em definitivo investir em sua carreira musical. Fala sobre mulheres enganadas e traídas, e que enfim desistem do amado.

## Lançamentos
Lucero anunciou "Me Deshice de tu Amor" durante uma coletiva de imprensa realizada em 30 de Abril de 2019, em que também divulgou seu quinto álbum ao vivo Brasileira en Vivo e sua então recente coleção de sapatos. O single foi lançado em 3 de Maio em download digital, e seu videoclipe foi lançado um dia antes, através do canal VEVO oficial da artista.

## Interpretações ao vivo
Lucero interpretou o tema durante sua participação nos programas Al Aire e Hoy no dia 3 de Maio de 2019. Em 24 de Maio, Lucero interpretou a canção durante sua apresentação no Auditorio Nacional.

## Outras versões
Em 8 de Agosto de 2019, Lucero lançou uma outra versão da música, intitulada como "Me Deshice de tu Amor (Versión Sierreña)". Seu videoclipe foi lançado no mesmo dia.

## Formato e duração
- Download digital / streaming

1. "Me Deshice de tu Amor" – 3:15
2. "Me Deshice de tu Amor (Versión Serreña)" – 3:14

## Charts
| Chart (2019)                           | Posição |
| -------------------------------------- | ------- |
| México (Monitor Latino Top 20 General) | 10      |

## Histórico de lançamentos
| País   | Data                | Formatos                   | Versão   | Gravadora                               |
| ------ | ------------------- | -------------------------- | -------- | --------------------------------------- |
| Vários | 3 de Maio de 2019   | Download digital streaming | Original | Fonovisa Records Universal Music Latino |
| Vários | 8 de Agosto de 2019 | Download digital streaming | Sierreña | Fonovisa Records Universal Music Latino |